# Topsport Vlaanderen

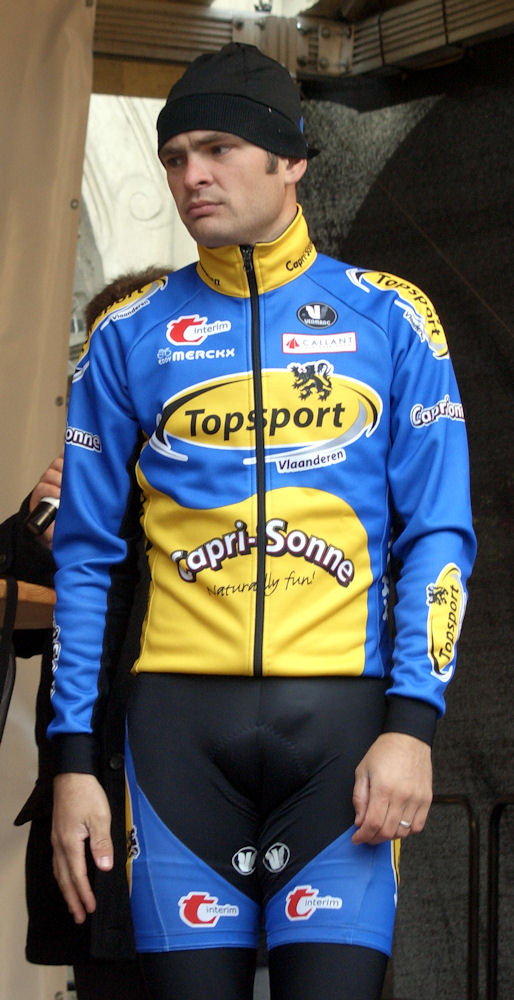
Topsport Vlaanderens cyklist Koen Barbé

Topsport Vlaanderen (UCI kod: TVS) är ett professionell cykelstall baserat i Belgien. De tillhör UCI Professional Continental, men har fått wildcard att köra vissa UCI ProTour-tävlingar. Stallet leds av Christophe Sercu, med Roger Swerts, Walter Planckaert och Jean-Pierre Heynderickx som sportdirektörer.
Stallet startade 1994 i Flandern. Stallet satsar främst på unga cyklister som får en möjlighet att bli professionella och knyta kontakter i cykelvärlden. Bland annat Tom Steels, Mario Aerts, Leif Hoste, Bert Roesems och Stijn Devolder har varit kontrakterad av stallet.
Mellan 2004 och 2007 kallades stallet för Chocolade Jacques-Topsport Vlaanderen. Mellan 1994 och 2004 hade stallet namnen Vlaanderen 2002-Eddy Merckx och Vlaanderen-T Interim.
Stallets cyklist Nico Eeckhout vann UCI Europe Tour 2006.

## Namn
- 2006-2007 Jacques-Topsport Vlaanderen
- 2005 Chocolade Chocolade Jacques-T Interim
- 2004 Chocolade Jacques-Wincor Nixdorf
- 2001-2004 Vlaanderen-T Interim
- 1994-2000 Vlaanderen 2002-Eddy Merckx

## Kända cyklister i Chocolade Jacques
- Dimitri de Fauw: 2006-2007
- Nico Eeckhout: 2005-2007
- Pieter Ghyllebert: 2005-2006
- Glenn D'Hollander: 2006
- Frederik Veuchelen: 2005-2006
- Maarten Wijnants: 2005-2006
- Iljo Keisse: 2005-2008
- Igor Abakoumov: 2004
- Chris Peers: 2004
- Bart Voskamp: 2004
- Rik Reinerink: 2004
- Gerben Löwik: 2004

## Kända cyklister i Vlaanderen
| - Tom Steels - Mario Aerts - Erwin Thijs - Wim Vansevenant - Serge Baguet - Wilfried Cretskens - Leif Hoste - Bert Roesems - Ben Berden | - Matthew Gilmore - Björn Leukemans - Nico Sijmens - James Vanlandschoot - Stijn Devolder - Jurgen Van De Walle - Wim Van Huffel - Frederik Veuchelen - Tom Stubbe |

## Laguppställning

### 2017
| Laguppställning 2017                     | Laguppställning 2017 | Laguppställning 2017                          | Laguppställning 2017 |
| Namn                                     | Födelsedatum         | Tidigare lag                                  |                      |
| ---------------------------------------- | -------------------- | --------------------------------------------- | -------------------- |
| Piet Allegaert                           | 20 januari 1995      | EFC-Etixx (2016)                              |                      |
| Amaury Capiot                            | 25 juni 1993         | Lotto-Belisol U23 (2014)                      |                      |
| Aimé De Gendt                            | 17 juni 1994         | EFC-Etixx (2015)                              |                      |
| Kenny De Ketele                          | 5 juni 1985          | Davitamon-Win For Life-Jong Vlaanderen (2007) |                      |
| Moreno De Pauw                           | 12 augusti 1991      | Rock Werchter (2013)                          |                      |
| Lindsay De Vylder                        | 30 maj 1995          | EFC-Etixx (2016)                              |                      |
| Benjamin Declercq                        | 4 februari 1994      | EFC-Etixx (2016)                              |                      |
| Kevin Deltombe                           | 27 februari 1994     | Lotto-Soudal U23 (2016)                       |                      |
| Maxime Farazijn                          | 2 juni 1994          | EFC-Etixx (2015)                              |                      |
| Eliot Lietaer                            | 15 augusti 1990      | EFC-Quick Step (2011)                         |                      |
| Christophe Noppe                         | 29 november 1994     | EFC-Etixx (2016)                              |                      |
| Edward Planckaert                        | 1 februari 1995      | Lotto-Soudal U23 (2016)                       |                      |
| Ruben Pols                               | 3 november 1994      | Lotto-Soudal U23 (2015)                       |                      |
| Jonas Rickaert                           | 7 februari 1994      | Ovyta-Eijssen-Acrog (2013)                    |                      |
| Jarl Salomein                            | 27 januari 1989      | Beveren 2000 (2010)                           |                      |
| Thomas Sprengers                         | 5 februari 1990      | Lotto-Belisol U23 (2012)                      |                      |
| Stijn Steels                             | 21 augusti 1989      | Crelan-Euphony (2013)                         |                      |
| Dries Van Gestel                         | 30 september 1994    | Lotto-Soudal U23 (2015)                       |                      |
| Preben Van Hecke                         | 9 juli 1982          | Predictor-Lotto (2007)                        |                      |
| Bert Van Lerberghe                       | 29 september 1992    | EFC-Omega Pharma-Quick Step (2014)            |                      |
| Kenneth Van Rooy                         | 8 oktober 1993       | Lotto-Soudal U23 (2015)                       |                      |
| Jens Wallays                             | 15 september 1992    | EFC-Omega Pharma-Quick Step (2014)            |                      |
|                                          |                      |                                               |                      |
| Källor: ProCyclingStats Cycling Quotient |                      |                                               |                      |

### 2016
| Laguppställning 2016                                      | Laguppställning 2016 | Laguppställning 2016                          | Laguppställning 2016 |
| Namn                                                      | Födelsedatum         | Tidigare lag                                  |                      |
| --------------------------------------------------------- | -------------------- | --------------------------------------------- | -------------------- |
| Amaury Capiot                                             | 25 juni 1993         | Lotto-Belisol U23 (2014)                      |                      |
| Aimé De Gendt                                             | 17 juni 1994         | EFC-Etixx (2015)                              |                      |
| Kenny De Ketele                                           | 5 juni 1985          | Davitamon-Win For Life-Jong Vlaanderen (2007) |                      |
| Moreno De Pauw                                            | 12 augusti 1991      | Rock Werchter (2013)                          |                      |
| Floris De Tier                                            | 20 januari 1992      | EFC-Omega Pharma-Quick Step (2014)            |                      |
| Tim Declercq                                              | 21 mars 1989         | Soenens-Construkt Glas (2011)                 |                      |
| Maxime Farazijn                                           | 2 juni 1994          | EFC-Etixx (2015)                              |                      |
| Sander Helven                                             | 30 maj 1990          | Ovyta-Eijssen-Acrog (2012)                    |                      |
| Eliot Lietaer                                             | 15 augusti 1990      | EFC-Quick Step (2011)                         |                      |
| Ruben Pols                                                | 3 november 1994      | Lotto-Soudal U23 (2015)                       |                      |
| Jonas Rickaert                                            | 7 februari 1994      | Ovyta-Eijssen-Acrog (2013)                    |                      |
| Jarl Salomein                                             | 27 januari 1989      | Beveren 2000 (2010)                           |                      |
| Thomas Sprengers                                          | 5 februari 1990      | Lotto-Belisol U23 (2012)                      |                      |
| Stijn Steels                                              | 21 augusti 1989      | Crelan-Euphony (2013)                         |                      |
| Dries Van Gestel                                          | 30 september 1994    | Lotto-Soudal U23 (2015)                       |                      |
| Preben Van Hecke                                          | 9 juli 1982          | Predictor-Lotto (2007)                        |                      |
| Gijs Van Hoecke                                           | 12 november 1991     | Omega Pharma-Lotto Davo (2011)                |                      |
| Bert Van Lerberghe                                        | 29 september 1992    | EFC-Omega Pharma-Quick Step (2014)            |                      |
| Jef Van Meirhaeghe                                        | 21 januari 1992      | Lotto-Belisol U23 (2014)                      |                      |
| Kenneth Van Rooy                                          | 8 oktober 1993       | Lotto-Soudal U23 (2015)                       |                      |
| Pieter Vanspeybrouck                                      | 10 februari 1987     | Quick Step-Beveren 2000 (2007)                |                      |
| Otto Vergaerde                                            | 15 juli 1994         | Ovyta-Eijssen-Acrog (2013)                    |                      |
| Jens Wallays                                              | 15 september 1992    | EFC-Omega Pharma-Quick Step (2014)            |                      |
|                                                           |                      |                                               |                      |
| Källor: ProCyclingStats Cycling Quotient Cycling Archives |                      |                                               |                      |

### 2015
| Laguppställning 2015                                      | Laguppställning 2015 | Laguppställning 2015                          | Laguppställning 2015 |
| Namn                                                      | Födelsedatum         | Tidigare lag                                  |                      |
| --------------------------------------------------------- | -------------------- | --------------------------------------------- | -------------------- |
| Victor Campenaerts                                        | 28 oktober 1991      | Lotto-Belisol U23 (2013)                      |                      |
| Amaury Capiot                                             | 25 juni 1993         | Lotto-Belisol U23 (2014)                      |                      |
| Kenny De Ketele                                           | 5 juni 1985          | Davitamon-Win For Life-Jong Vlaanderen (2007) |                      |
| Moreno De Pauw                                            | 12 augusti 1991      | Rock Werchter (2013)                          |                      |
| Floris De Tier                                            | 20 januari 1992      | EFC-Omega Pharma-Quick Step (2014)            |                      |
| Tim Declercq                                              | 21 mars 1989         | Soenens-Construkt Glas (2011)                 |                      |
| Sander Helven                                             | 30 maj 1990          | Ovyta-Eijssen-Acrog (2012)                    |                      |
| Pieter Jacobs                                             | 6 juni 1986          | Silence-Lotto (2009)                          |                      |
| Eliot Lietaer                                             | 15 augusti 1990      | EFC-Quick Step (2011)                         |                      |
| Oliver Naesen                                             | 16 september 1990    | Cibel (2014)                                  |                      |
| Jonas Rickaert                                            | 7 februari 1994      | Ovyta-Eijssen-Acrog (2013)                    |                      |
| Jarl Salomein                                             | 27 januari 1989      | Beveren 2000 (2010)                           |                      |
| Thomas Sprengers                                          | 5 februari 1990      | Lotto-Belisol U23 (2012)                      |                      |
| Stijn Steels                                              | 21 augusti 1989      | Crelan-Euphony (2013)                         |                      |
| Edward Theuns                                             | 30 april 1991        | VL Technics-Abutriek (2013)                   |                      |
| Preben Van Hecke                                          | 9 juli 1982          | Predictor-Lotto (2007)                        |                      |
| Gijs Van Hoecke                                           | 12 november 1991     | Omega Pharma-Lotto Davo (2011)                |                      |
| Bert Van Lerberghe                                        | 29 september 1992    | EFC-Omega Pharma-Quick Step (2014)            |                      |
| Jef Van Meirhaeghe                                        | 21 januari 1992      | Lotto-Belisol U23 (2014)                      |                      |
| Arthur Vanoverberghe                                      | 7 februari 1990      | Ovyta-Eijssen-Acrog (2011)                    |                      |
| Pieter Vanspeybrouck                                      | 10 februari 1987     | Quick Step-Beveren 2000 (2007)                |                      |
| Otto Vergaerde                                            | 15 juli 1994         | Ovyta-Eijssen-Acrog (2013)                    |                      |
| Jelle Wallays                                             | 11 maj 1989          | Beveren 2000 (2010)                           |                      |
| Jens Wallays                                              | 15 september 1992    | EFC-Omega Pharma-Quick Step (2014)            |                      |
|                                                           |                      |                                               |                      |
| Källor: ProCyclingStats Cycling Quotient Cycling Archives |                      |                                               |                      |

### 2014
| Laguppställning 2014   | Laguppställning 2014 | Laguppställning 2014                          | Laguppställning 2014 |
| Namn                   | Födelsedatum         | Tidigare lag                                  |                      |
| ---------------------- | -------------------- | --------------------------------------------- | -------------------- |
| Victor Campenaerts     | 28 oktober 1991      | Lotto-Belisol U23 (2013)                      |                      |
| Jasper De Buyst        | 24 november 1993     | Bontrager Livestrong (2012)                   |                      |
| Kevin De Jonghe        | 4 december 1991      | Ovyta-Eijssen-Acrog (2011)                    |                      |
| Kenny De Ketele        | 5 juni 1985          | Davitamon-Win For Life-Jong Vlaanderen (2007) |                      |
| Moreno De Pauw         | 12 augusti 1991      | Rock Werchter (2013)                          |                      |
| Tim Declercq           | 21 mars 1989         | Soenens-Construkt Glas (2011)                 |                      |
| Sander Helven          | 30 maj 1990          | Ovyta-Eijssen-Acrog (2012)                    |                      |
| Pieter Jacobs          | 6 juni 1986          | Silence-Lotto (2009)                          |                      |
| Yves Lampaert          | 10 april 1991        | EFC-Omega Pharma-Quick Step (2012)            |                      |
| Eliot Lietaer          | 15 augusti 1990      | EFC-Quick Step (2011)                         |                      |
| Jonas Rickaert         | 7 februari 1994      | Ovyta-Eijssen-Acrog (2013)                    |                      |
| Jarl Salomein          | 27 januari 1989      | Beveren 2000 (2010)                           |                      |
| Thomas Sprengers       | 5 februari 1990      | Lotto-Belisol U23 (2012)                      |                      |
| Stijn Steels           | 21 augusti 1989      | Crelan-Euphony (2013)                         |                      |
| Edward Theuns          | 30 april 1991        | VL Technics-Abutriek (2013)                   |                      |
| Tom Van Asbroeck       | 19 april 1990        |                                               |                      |
| Preben Van Hecke       | 9 juli 1982          | Predictor-Lotto (2007)                        |                      |
| Gijs Van Hoecke        | 12 november 1991     | Omega Pharma-Lotto Davo (2011)                |                      |
| Michael Van Staeyen    | 13 augusti 1988      | Rabobank Continental (2009)                   |                      |
| Kenneth Vanbilsen      | 1 juni 1990          | An Post-Sean Kelly (2012)                     |                      |
| Arthur Vanoverberghe   | 7 februari 1990      | Ovyta-Eijssen-Acrog (2011)                    |                      |
| Pieter Vanspeybrouck   | 10 februari 1987     | Quick Step-Beveren 2000 (2007)                |                      |
| Otto Vergaerde         | 15 juli 1994         | Ovyta-Eijssen-Acrog (2013)                    |                      |
| Zico Waeytens          | 29 september 1991    | Omega Pharma-Lotto Davo (2011)                |                      |
| Jelle Wallays          | 11 maj 1989          | Beveren 2000 (2010)                           |                      |
|                        |                      |                                               |                      |
| Källa: ProCyclingStats |                      |                                               |                      |

### 2013
| Laguppställning 2013   | Laguppställning 2013 | Laguppställning 2013                          | Laguppställning 2013 |
| Namn                   | Födelsedatum         | Tidigare lag                                  |                      |
| ---------------------- | -------------------- | --------------------------------------------- | -------------------- |
| Sander Armée           | 10 december 1985     | Beveren 2000 (2009)                           |                      |
| Dominique Cornu        | 10 oktober 1985      | Skil-Shimano (2010)                           |                      |
| Jasper De Buyst        | 24 november 1993     | Bontrager Livestrong (2012)                   |                      |
| Kevin De Jonghe        | 4 december 1991      | Ovyta-Eijssen-Acrog (2011)                    |                      |
| Kenny De Ketele        | 5 juni 1985          | Davitamon-Win For Life-Jong Vlaanderen (2007) |                      |
| Laurens De Vreese      | 29 september 1988    | Beveren 2000 (2010)                           |                      |
| Tim Declercq           | 21 mars 1989         | Soenens-Construkt Glas (2011)                 |                      |
| Sander Helven          | 30 maj 1990          | Ovyta-Eijssen-Acrog (2012)                    |                      |
| Pieter Jacobs          | 6 juni 1986          | Silence-Lotto (2009)                          |                      |
| Yves Lampaert          | 10 april 1991        | EFC-Omega Pharma-Quick Step (2012)            |                      |
| Eliot Lietaer          | 15 augusti 1990      | EFC-Quick Step (2011)                         |                      |
| Tim Mertens            | 7 februari 1986      |                                               |                      |
| Stijn Neirynck         | 14 september 1985    |                                               |                      |
| Jarl Salomein          | 27 januari 1989      | Beveren 2000 (2010)                           |                      |
| Thomas Sprengers       | 5 februari 1990      | Lotto-Belisol U23 (2012)                      |                      |
| Tom Van Asbroeck       | 19 april 1990        |                                               |                      |
| Preben Van Hecke       | 9 juli 1982          | Predictor-Lotto (2007)                        |                      |
| Gijs Van Hoecke        | 12 november 1991     | Omega Pharma-Lotto Davo (2011)                |                      |
| Michael Van Staeyen    | 13 augusti 1988      | Rabobank Continental (2009)                   |                      |
| Kenneth Vanbilsen      | 1 juni 1990          | An Post-Sean Kelly (2012)                     |                      |
| Sven Vandousselaere    | 29 augusti 1988      | Omega Pharma-Lotto (2011)                     |                      |
| Arthur Vanoverberghe   | 7 februari 1990      | Ovyta-Eijssen-Acrog (2011)                    |                      |
| Pieter Vanspeybrouck   | 10 februari 1987     | Quick Step-Beveren 2000 (2007)                |                      |
| Zico Waeytens          | 29 september 1991    | Omega Pharma-Lotto Davo (2011)                |                      |
| Jelle Wallays          | 11 maj 1989          | Beveren 2000 (2010)                           |                      |
|                        |                      |                                               |                      |
| Källa: ProCyclingStats |                      |                                               |                      |

### 2012
| Laguppställning 2012   | Laguppställning 2012 | Laguppställning 2012                          | Laguppställning 2012 |
| Namn                   | Födelsedatum         | Tidigare lag                                  |                      |
| ---------------------- | -------------------- | --------------------------------------------- | -------------------- |
| Sander Armée           | 10 december 1985     | Beveren 2000 (2009)                           |                      |
| Dominique Cornu        | 10 oktober 1985      | Skil-Shimano (2010)                           |                      |
| Kevin De Jonghe        | 4 december 1991      | Ovyta-Eijssen-Acrog (2011)                    |                      |
| Kenny De Ketele        | 5 juni 1985          | Davitamon-Win For Life-Jong Vlaanderen (2007) |                      |
| Laurens De Vreese      | 29 september 1988    | Beveren 2000 (2010)                           |                      |
| Tim Declercq           | 21 mars 1989         | Soenens-Construkt Glas (2011)                 |                      |
| Pieter Jacobs          | 6 juni 1986          | Silence-Lotto (2009)                          |                      |
| Sven Jodts             | 14 oktober 1988      |                                               |                      |
| Eliot Lietaer          | 15 augusti 1990      | EFC-Quick Step (2011)                         |                      |
| Tim Mertens            | 7 februari 1986      |                                               |                      |
| Stijn Neirynck         | 14 september 1985    |                                               |                      |
| Jarl Salomein          | 27 januari 1989      | Beveren 2000 (2010)                           |                      |
| Pieter Serry           | 21 november 1988     | Topsport Vlaanderen-Mercator (2010)           |                      |
| Tom Van Asbroeck       | 19 april 1990        |                                               |                      |
| Preben Van Hecke       | 9 juli 1982          | Predictor-Lotto (2007)                        |                      |
| Gijs Van Hoecke        | 12 november 1991     | Omega Pharma-Lotto Davo (2011)                |                      |
| Michael Van Staeyen    | 13 augusti 1988      | Rabobank Continental (2009)                   |                      |
| Steven Van Vooren      | 5 oktober 1986       | An Post-Sean Kelly (2009)                     |                      |
| Arthur Vanoverberghe   | 7 februari 1990      | Ovyta-Eijssen-Acrog (2011)                    |                      |
| Sven Vandousselaere    | 29 augusti 1988      | Omega Pharma-Lotto (2011)                     |                      |
| Pieter Vanspeybrouck   | 10 februari 1987     | Quick Step-Beveren 2000 (2007)                |                      |
| Zico Waeytens          | 29 september 1991    | Omega Pharma-Lotto Davo (2011)                |                      |
| Jelle Wallays          | 11 maj 1989          | Beveren 2000 (2010)                           |                      |
|                        |                      |                                               |                      |
| Källa: ProCyclingStats |                      |                                               |                      |

### 2011
| Laguppställning 2011                  | Laguppställning 2011 | Laguppställning 2011                          | Laguppställning 2011 |
| Namn                                  | Födelsedatum         | Tidigare lag                                  |                      |
| ------------------------------------- | -------------------- | --------------------------------------------- | -------------------- |
| Sander Armée                          | 10 december 1985     | Beveren 2000 (2009)                           |                      |
| Jérôme Baugnies                       | 1 april 1987         | Josan Isorex Mercedes Benz Aalst (2009)       |                      |
| Kris Boeckmans                        | 13 februari 1987     | Davo-Lotto-Davitamon (2009)                   |                      |
| Johan Coenen                          | 4 februari 1979      | Unibet.com (2006)                             |                      |
| Dominique Cornu                       | 10 oktober 1985      | Skil-Shimano (2010)                           |                      |
| Kenny De Ketele                       | 5 juni 1985          | Davitamon-Win For Life-Jong Vlaanderen (2007) |                      |
| Laurens De Vreese                     | 29 september 1988    | Beveren 2000 (2010)                           |                      |
| Pieter Jacobs                         | 6 juni 1986          | Silence-Lotto (2009)                          |                      |
| Sven Jodts                            | 14 oktober 1988      |                                               |                      |
| Gregory Joseph                        | 6 april 1988         | Jong Vlaanderen-Bauknecht (2009)              |                      |
| Stijn Joseph                          | 18 september 1987    |                                               |                      |
| Tim Mertens                           | 7 februari 1986      |                                               |                      |
| Stijn Neirynck                        | 14 september 1985    |                                               |                      |
| Jarl Salomein                         | 27 januari 1989      | Beveren 2000 (2010)                           |                      |
| Pieter Serry                          | 21 november 1988     | Topsport Vlaanderen-Mercator (2010)           |                      |
| Geert Steurs                          | 24 september 1981    | Silence-Lotto (2008)                          |                      |
| Preben Van Hecke                      | 9 juli 1982          | Predictor-Lotto (2007)                        |                      |
| Michael Van Staeyen                   | 13 augusti 1988      | Rabobank Continental (2009)                   |                      |
| Steven Van Vooren                     | 5 oktober 1986       | An Post-Sean Kelly (2009)                     |                      |
| Pieter Vanspeybrouck                  | 10 februari 1987     | Quick Step-Beveren 2000 (2007)                |                      |
| Jelle Wallays                         | 11 maj 1989          | Beveren 2000 (2010)                           |                      |
| Zico Waeytens (1 aug–31 dec, trainee) | 29 september 1991    | Omega Pharma-Lotto Davo (2011)                |                      |
|                                       |                      |                                               |                      |
| Källa: ProCyclingStats                |                      |                                               |                      |

### Topsport Vlaanderen 2010
| Namn                 | Födelsedatum | Nationalit | Stall 2009                |
| Sander Armée         | 10.12.1985   | Belgien    | Beveren 2000-Quick Step   |
| Jérôme Baugnies      | 01.04.1987   | Belgien    | Josan Isorex              |
| Kris Boeckmans       | 13.02.1987   | Belgien    | Neo-pro                   |
| Johan Coenen         | 04.02.1979   | Belgien    |                           |
| Thomas De Gendt      | 06.11.1986   | Belgien    |                           |
| Kenny De Ketele      | 05.06.1985   | Belgien    |                           |
| Pieter Jacobs        | 06.06.1986   | Belgien    | Silence-Lotto             |
| Grégory Joseph       | 06.04.1988   | Belgien    | Jong Vlaanderen-Bauknecht |
| Stijn Joseph         | 18.09.1987   | Belgien    |                           |
| Klaas Lodewyck       | 24.03.1988   | Belgien    |                           |
| Tim Mertens          | 07.02.1986   | Belgien    |                           |
| Stijn Neirynck       | 14.09.1985   | Belgien    |                           |
| Maarten Neyens       | 01.03.1985   | Belgien    |                           |
| Geert Steurs         | 24.09.1981   | Belgien    |                           |
| Preben Van Hecke     | 09.07.1982   | Belgien    |                           |
| Michael Van Staeyen  | 13.08.1988   | Belgien    | Rabobank Continental      |
| Steven Van Vooren    | 05.10.1986   | Belgien    | An Post-Sean Kelly Team   |
| Kristof Vandewalle   | 05.04.1985   | Belgien    |                           |
| Sep Vanmarcke        | 28.07.1988   | Belgien    |                           |
| Pieter Vanspeybrouck | 10.02.1987   | Belgien    |                           |

### Topsport Vlaanderen 2009
| Namn                 | Födelsedatum | Nationalit | Stall 2008                      |
| Jan Bakelants        | 14.02.1986   | Belgien    | Nybörjare                       |
| Johan Coenen         | 04.02.1979   | Belgien    |                                 |
| Tom Criel            | 06.06.1983   | Belgien    | Cycle Collstrop                 |
| Thomas De Gendt      | 06.11.1986   | Belgien    | Davo                            |
| Kenny De Ketele      | 05.06.1985   | Belgien    |                                 |
| Kristof Goddaert     | 21.11.1986   | Belgien    |                                 |
| Ben Hermans          | 08.06.1986   | Belgien    | Davo                            |
| Stijn Joseph         | 18.09.1987   | Belgien    | Néoprofessionnel                |
| Klaas Lodewyck       | 24.03.1988   | Belgien    | Rabobank Continental Team       |
| Nikolas Maes         | 09.04.1986   | Belgien    |                                 |
| Tim Mertens          | 07.02.1986   | Belgien    | Davitamon-Lotto-Jong Vlaanderen |
| Stijn Neirynck       | 14.09.1985   | Belgien    | Nybörjare                       |
| Maarten Neyens       | 01.03.1985   | Belgien    |                                 |
| Frederiek Nolf*      | 10.02.1987   | Belgien    |                                 |
| Sven Renders         | 12.08.1981   | Belgien    |                                 |
| Geert Steurs         | 24.09.1981   | Belgien    | Silence-Lotto                   |
| Preben Van Hecke     | 09.07.1982   | Belgien    |                                 |
| Kristof Vandewalle   | 05.04.1985   | Belgien    |                                 |
| Bart Vanheule        | 10.11.1983   | Belgien    |                                 |
| Pieter Vanspeybrouck | 10.02.1987   | Belgien    |                                 |

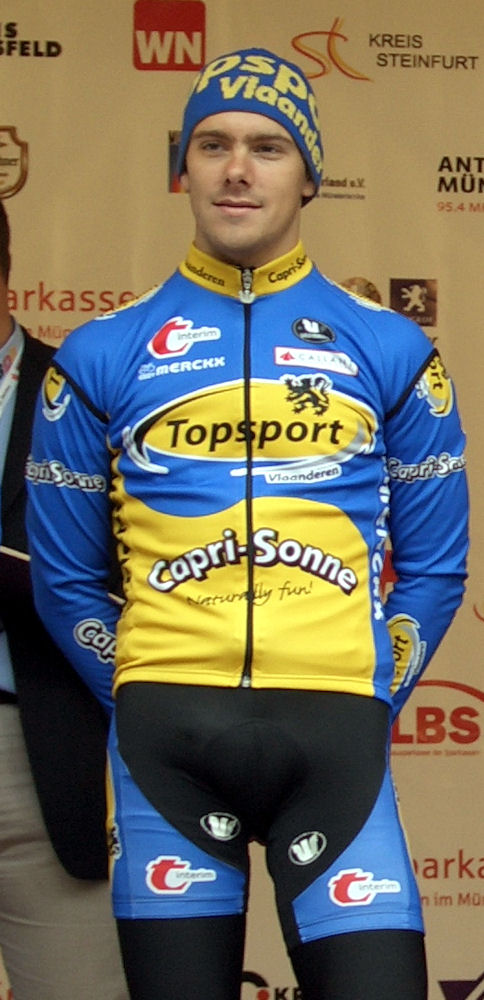
Kenny De Ketele kom Topsport Vlaanderen inför säsongen 2008.

- Frederiek Nolf avled under natten den 5 februari 2009 inför den femte etappen av Tour of Qatar.